# اس. سی. جانسون اند سانز
اس. سی. جانسون اند سانز (انگلیسی: S. C. Johnson & Son) شرکت صنایع شیمیایی آمریکایی است، که در سال ۱۸۸۶ تأسیس شد.